# Università di Balamand
L'università di Balamand (in arabo جامعة البلمند‎?; in inglese: University of Balamand), fondata in Libano nel 1988 dal patriarca della Chiesa greco-ortodossa di Antiochia, Ignazio IV Hazim, è un'istituzione privata, laica nelle sue politiche e nel suo approccio all'istruzione.

## Storia
Comprende l'Istituto di teologia San Giovanni Damasceno, accoglie docenti, studenti e personale di tutte le fedi e origini nazionali o etniche.  L'università si trova nel distretto settentrionale di El-Koura, in Libano. Il campus principale dell'università è adiacente al monastero di Balamand, ma ha altri due campus a Beirut: uno è a Sin el Fil (ospita la maggior parte dell'Accademia libanese di Belle Arts) e gli altri vicini del Saint George Hospital di Achrafieh (ospita la facoltà di medicina e scienze mediche).  Ha anche campus ad Akkar e Souk El Gharb.
Precedentemente concepito come solo un progetto nel distretto di Koura, si fuse amministrativamente con l'Accademia libanese di belle arti (ALBA) e l'Istituto di teologia di San Giovanni di Damasco per diventare un'università in piena regola.
A partire dal 2014, l'attuazione del suo piano generale procede costantemente.

## Nome
Secondo una leggenda locale in Libano, quando il beato VII di Antiochia fuggì da Latakia dopo essere stato catturato da Qalawun nel 1287, si nascose nel villaggio di Toula, Batroun, sulle montagne del Libano settentrionale.  La leggenda narra che egli visse lì per un po' ed ebbe dei figli. Il monastero Balamand di Batroun ora ospita la maggiore Università di Balamand. Balamand è un adattamento locale di Bohemond.

## Facoltà
L'università è composta da 12 facoltà:
- Accademia libanese di belle arti (francese e inglese)
- Istituto di teologia di San Giovanni di Damasco (arabo, inglese e spagnolo)
- Facoltà di Lettere e Scienze (arabo, inglese e francese)
- Facoltà di Economia e Management (inglese)
- School of Tourism and Hotel Management (inglese)
- Facoltà di Scienze (inglese)
- Facoltà di ingegneria (inglese)
- Facoltà di scienze della salute (inglese)
- Saint George's Postgraduate Medical Education (inglese)
- Facoltà di medicina e scienze mediche (inglese)
- Issam M. Fares Institute of Technology (inglese e francese)
- Facoltà di studi bibliotecari e informativi (inglese)

Esistono inoltre ulteriori piani di espansione, tra cui: 
- Programmi per le arti e le scienze sociali, economia e management, ingegneria, scienze della salute per un nuovo campus dell'Università di Balamand a Souk El Gharb.
- Un ospedale di sette piani a Balamand a El-Koura (in costruzione)
- Un museo, contenente alcuni dei più importanti documenti storici, immagini antiche e preziosi manufatti del patrimonio patriarcale antiochiano.[1]